# Grumman F11F-1F Super Tiger
O Grumman F11F-1F Super Tiger (G-98J, em designação interna da companhia) foi um caça monoposto originalmente desenvolvido pela Grumman para a Marinha dos Estados Unidos (USN). Baseado no Grumman F11F Tiger, o F11F-1F não conseguiu ter mais sucesso, sendo construídas somente duas unidades.

## Design e Desenvolvimento
Como um desenvolvimento no design do F11F Tiger, a Grumman propôs uma variante mais avançada, denominado como F11F-1F Super Tiger. Isso foi resultado de um estudo de 1955 para a montagem do motor turbojato General Electric J79 na célula do F11F. A USN se interessou o suficiente para autorizar as modificações em duas unidades de produção do Tiger, com essas unidades sendo modificadas com tomadas de ar maiores e motores YJ79-GE-3, sendo designado como F11F-1F, indicando uma variante do F11F-1 de produção com um novo motor.
A aeronave fez seu primeiro voo em 25 de maio de 1956, atingindo Mach 1.44 em um de seus primeiros voos. Após a adição de carenagens em 60º nas raízes das asas, uma extensão de 35 cm na fuselagem e o novo motor J79, o Super Tiger atingiu Mach 2.07 durante provas em 1957, se tornando a primeira aeronave naval a passar do dobro da velocidade do som (dois anos antes do F4H, F8U-3 e A3J). Isso foi uma surpresa até para a própria Grumman, que esperava que a aeronave chegasse somente a Mach 1.4 em altitude. A nível de comparação, o F11F-1, equipado com o turbojato Wright J65 tinha dificuldades em chegar a Mach 1.1. O teto de serviço era considerado em 18.000 m (59.000 ft), porém, em um voo de provas em 18 de abril de 1958, o Super Tiger estabeleceu o recorde mundial de altitude, com 23,451 m (76.939 ft). Apesar de tudo isso, a USN não encomendou nenhum Super Tiger.

## Histórico operacional
A Grumman ofereceu o Super Tiger para vários clientes no exterior durante os anos 50 e 60. Por vários motivos, eles não tiveram sucesso, sendo um deles, o fato do governo dos Estados Unidos não ter adotado a aeronave em suas forças.
Em uma disputa para equipar a Força Aérea Suíça, o Super Tiger disputou com o Saab Draken, o Lockheed F-104 Starfighter, o Dassault Mirage III e o Fiat G.91. O Mirage venceu a disputa, muito devido a seu preço e a facilidade de adquirir peças de reposição; porém, os suíços consideraram que, em termos técnicos, o Super Tiger era superior as outras aeronaves que disputavam a licitação.
A Força Aérea Alemã, Força Aérea de Autodefesa do Japão e Real Força Aérea Canadiana também demonstraram interesse. Vista a possibilidade de uma encomenda da Alemanha Ocidental, a Grumman preparou uma variante equipada com o reator britânico Rolls-Royce Avon, ao invés do J79. Porém, estas seleções foram marcadas por escândalos relativos a subornos pela Lockheed, que levaram todos a adotarem o F-104 Starfighter.

## Variantes
- F11F-1F Super Tiger: Protótipos do Super Tiger, equipados com motores General Electric YJ79-GE-3. Duas unidades convertidas;
- F11F-2: Designação pretendida pela USN, antes do sistema conjunto de designação;
- F-11B: Designação pretendida pela USN, após o sistema conjunto de designação;
- XF12F: Designação semi-oficial de uma variante desenvolvida do F11F-1/2.[2]

## Operadores
- Estados Unidos
  - Marinha dos Estados Unidos
  - General Electric

## Especificações (F11F-1/F-11A)
Dados: Secret Projects: Fighters & Interceptors 1945–1978 

### Características Gerais
- Tripulação: 1;
- Comprimento: 14.85 m (48 ft 9 in);
- Envergadura: 9.65 m (31 ft 8 in);
- Altura: 4.36 m (14 ft 4 in);
- Área Alar: 23.25 m² (250 sq ft);
- Peso Vazio: 6,277 kg (13,810 lb);
- Peso Carregado: 9,561 kg (21,035 lb);
- Peso Máximo de Decolagem (MTOW): 11,833 kg (26,086 lb);
- Motor: 1x turbojato General Electric J79-GE-3A, com 12,533 lbf (55.75 kN) de empuxo seco, 17,000 lbf (76 kN) com pós-queimador;

### Desempenho
- Velocidade Máxima: 2.253 km/h (1200 kn) a 12.192 m (40.000 ft)[8]
- Alcance: 1.826 km (1.336 nmi);[8]
- Teto de serviço: 17.980 m (59,000 ft);[8]

### Armamento
- Canhão: 4x Colt Mk.12 de 20mm. 125 disparos por canhão;
- Mísseis Ar-Ar: AIM-9 Sidewinder;
- Hardpoints: Quatro